# Ținutul blănurilor
Ținutul blănurilor (în franceză Le Pays des fourrures) este un roman scris de Jules Verne în 1873. El a fost serializat în Magasin d'Éducation et de Récréation între 20 septembrie 1872 și 15 decembrie 1873, fiind publicat în volum pe 13 noiembrie 1873.

## Povestea
În 1859, locotenentul Jasper Hobson și alți membri ai Companiei din Golful Hudson primesc misiunea de a înființa un fort la nord de paralela de 70º, dincolo de cercul polar. Ei călătoresc prin Teritoriile de Nordvest ale Canadei, către Capul Bathurst care pătrunde în Oceanul Arctic.
Zona în care ajung este foarte bogată în animale și resurse naturale, iar Hobson și însoțitorii săi pun aici bazele fortului pe care îl numesc Fortul Speranței. Totul pare a merge perfect, până când producerea unui cutremur pare să dea peste cap legile fizicii: o eclipsă totală de Soare se dovedește a fi doar una parțială, iar mareea nu mai este percepută.
În cele din urmă, ocupanții Fortului Speranței își dau seama de faptul că acest cap ales de ei nu este format din pământ, ci este un aisberg pe care cutremurul l-a separat de banchiză și acum plutește în derivă spre sud. Hobson face măsurători zilnice pentru a stabili poziția aisbergului, ale cărui dimensiuni se reduc continuu din cauza pătrunderii în zone cu apă mai caldă.
După ce traversează Strâmtoarea Bering, aisbergul ajunge la o ultima insulă din Aleutine, Blejnic. Pescarii indigeni îi ajută să se salveze și, de pe acea insulă, toți ocupanții fortului călătoresc către New Arkhangelsk, revenind apoi acasă.

### Capitolele cărții
| - Capitolul I. O serată la Fortul Reliance - Capitolul II. Hudson's Bay Fur Company - Capitolul III. Un savant dezghețat - Capitolul IV. O factorie - Capitolul V. De la Fortul Reliance la Fortul Entreprise - Capitolul VI. Un duel între wapiti - Capitolul VII. Cercul polar - Capitolul VIII. Lacul Grand-ours - Capitolul IX. O furtună pe lac - Capitolul X. O întoarcere spre trecut - Capitolul XI. Mergând de-a lungul coastei - Capitolul XII. Soarele de la miezul nopții - Capitolul XIII. Fortul Esperance - Capitolul XIV. Câteva excursii - Capitolul XV. La cincisprezece mile de capul Bathurst - Capitolul XVI. Două împușcături - Capitolul XVII. Apropierea iernii - Capitolul XVIII. Noaptea polară - Capitolul XIX. O vizită la vecini - Capitolul XX. Când îngheață mercurul - Capitolul XXI. Marii urși polari - Capitolul XXII. Timp de cinci luni - Capitolul XXIII. Eclipsa din 18 iulie 1860 | - Capitolul I Fortul plutitor - Capitolul II Unde se găseau? - Capitolul III Înconjurul insulei - Capitolul IV Tabăra de noapte - Capitolul V De la 25 iulie la 20 august - Capitolul VI Zece zile de furtună - Capitolul VII O lumină și un strigăt - Capitolul VIII O explorare a doamnei Paulina Barnett - Capitolul IX Peripețiile prin care a trecut Kalumah - Capitolul X Curentul Kamciatka - Capitolul XI O comunicare făcută de Jasper Hobson - Capitolul XII O încercare de salvare - Capitolul XIII Străbătând câmpul de gheață - Capitolul XIV Lunile de iarnă - Capitolul XV O ultimă explorare - Capitolul XVI Dezghețul - Capitolul XVII Avalanșa - Capitolul XVIII Cu toții la lucru - Capitolul XIX Marea Behring - Capitolul XX În larg - Capitolul XXI Când insula a devenit insuliță - Capitolul XXII Cele patru zile care urmară - Capitolul XXIII Pe un sloi - Capitolul XXIV Încheiere |

## Evenimente reale

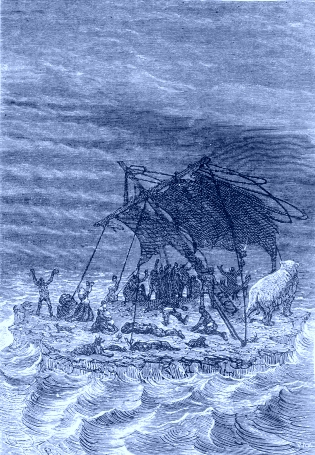

În capitolul 23 al părții întâi, Jules Verne face referire la eclipsa totală de Soare din 18 iulie 1860, care a fost vizibilă în cadrul unei fâșii care traversa nord-estul Statelor Unite, Canada, Spania, Algeria, Libia și Sudanul.
Zona cea mai septentrională în care s-a văzut eclipsa totală a fost Labrador, la 60° latitudine nordică (raportată de astronomul american Stephen Alexander).
Un alt eveniment real menționat în roman este achiziția teritoriului Alaska de către Statele Unite ale Americii de la Imperiul Rus, realizată în 1867.

## Teme abordate în cadrul romanului
- Lupta pentru supraviețuire într-un mediu extrem (care se apropie mult de cea din romanele Căpitanul Hatteras și O iarnă printre ghețari)
- Importanța studiului astronomiei (prin Thomas Black, care se apropie de personajul Palmyrin Rosette din Hector Servadac)
- Simțul familiei (prin exemplul clanului Mac Nap) și rolul important al religiei în momentele dificile (scena lecturii din Biblie)
- Homosexualitatea feminină (raporturile ambigui întreținute de Paulina Barnett cu servitoarea sa, Madge)

## Lista personajelor
| - Paulina Barnett - Belcher, soldat - Thomas Black - Căpitanul Craventy - Sergentul Felton - Garry, soldat - Locotenentul Jasper Hobson - Hope, soldat - Caporalul Joliffe - Dna. Joliffe - Kalumah - Kellet, soldat | - Sergentul Long - Mac Nap, soldat - Dna. Mac Nap - Michel-Espérance, fiul lui Mac Nap - Madge - Marbre, soldat - Norman - Petersen, soldat - Pond, soldat - Raë, soldat - Dna. Raë - Sabine, soldat |

## Traduceri în limba română
- 1940 - Doi ani pe un bloc de ghiață (2 vol.), Ed. Cugetarea, 304 pag.
- 1975 - Țara blănurilor, Ed. Junimea, traducere Horia Vasilescu, 464 pag.
- 1980 - Ținutul blănurilor (2 vol.), Ed. Ion Creangă, Colecția "Jules Verne", nr. 24-25, traducere Sanda Radian, 332 pag.
- 2010 - Ținutul blănurilor (2 vol.), Ed. Adevărul, Colecția "Jules Verne", nr. 24-25, traducere Georgiana Gabor, 440 pag., ISBN 978-606-539-158-1 și 978-606-539-159-8